# بابلو كورال إمبادي
بابلو كورال إمبادي (بالإسبانية: Pablo Corral Embade)‏ (مواليد 25 يناير 1972) هو سبّاح إسباني، مثّل بلاده في الألعاب البارالمبية الصيفية 1996.

## روابط خارجية
بابلو كورال إمبادي على موقع Paralympic.org (الإنجليزية)
- بابلو كورال إمبادي على موقع اللجنة البارالمبية الإسبانية (الإسبانية)